# Burrill with Cowling
Burrill with Cowling – civil parish w Anglii, w North Yorkshire, w dystrykcie (unitary authority) North Yorkshire. W 2011 civil parish liczyła 104 mieszkańców.